# L'invito
L'invito è un film del 1973 diretto da Claude Goretta, vincitore del Premio della giuria al 26º Festival di Cannes.